# 1618 au théâtre
| Années du théâtre : 1615 - 1616 - 1617 - 1618 - 1619 - 1620 - 1621    |
| Décennies du théâtre : 1580 - 1590 - 1600 - 1610 - 1620 - 1630 - 1640 |

## Événements

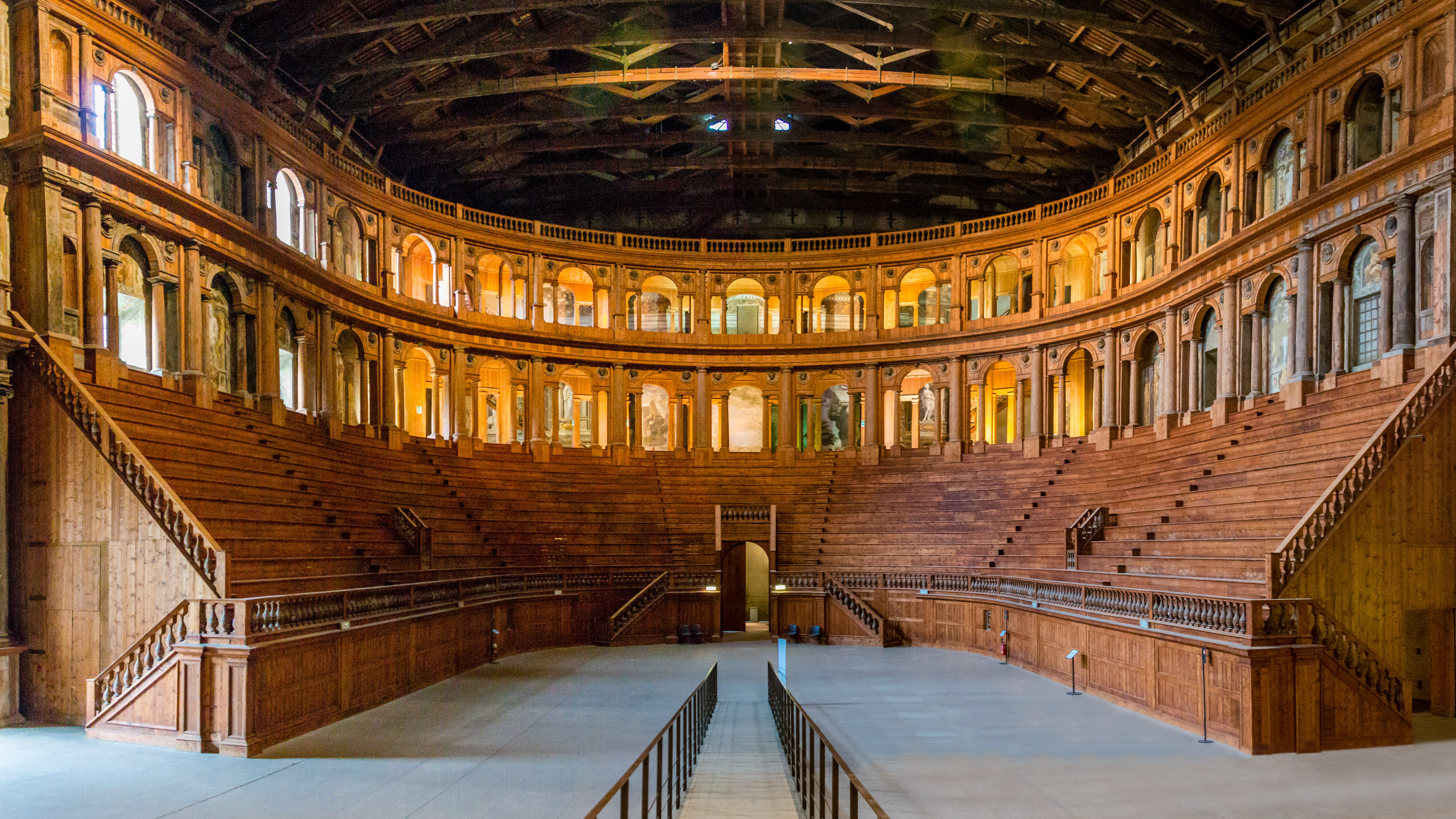
Le Théâtre Farnèse à Parme.

- automne : achèvement du Théâtre Farnèse à Parme, théâtre de la cour des ducs de Parme, construit par l'architecte Giovan Battista Aleotti au premier étage du Palazzo della Pilotta, à la demande du duc Ranuce Ier Farnèse. Aleotti s'est inspiré du Teatro Olimpico de Vicence construit par Andrea Palladio. Le théâtre devait être inauguré lors du passage à Parme du grand-duc de Toscane, Cosme II de Médicis ; en raison d'une maladie de Cosme II, la cérémonie est annulée, le théâtre reste inutilisé pendant près de dix ans et ne sera inauguré que le 21 décembre 1628[1].
- Le comédien italien Andrea Calcese endosse pour la première fois le costume de Polichinelle, dont il sera un des interprètes marquants.

## Pièces de théâtre publiées
- Onzena parte de las comedias, comédies de Lope de Vega, Madrid, veuve d'Alonso Martin de Balboa ; comprend notamment Le Chien du jardinier (Comedia famosa del Perro del hortelano).
- Cyrus triomphant, ou la Fureur d'Astiages, Roy de Mede, tragédie de Pierre Mainfray, Rouen, David du Petit Val Lire sur Gallica.

## Pièces de théâtre représentées
- 16 février : Philosophaster, comédie satirique en latin de Robert Burton, Oxford, Hall du collège de Christ Church.
- Coppen-Hennen, un jeu de Joan Ijsermans ainsi qu'un jeu de Mardi-Gras du même auteur représentés à Anvers par ses collègues de la chambre de rhétorique De Olijftak[2].

## Naissances
- 8 janvier (baptême) : Madeleine Béjart, comédienne française, morte le 17 février 1672.
- 17 juillet (baptême) : Willem Ogier, dramaturge des Pays-Bas méridionaux, actif à Anvers, mort le 22 février 1689.
- 9 octobre : Carlo de' Dottori, poète et dramaturge italien, mort le 23 juillet 1686.
- Date précise non connue : 
  - Claude Boyer, auteur dramatique, apologiste et poète français, mort le 22 juillet 1698.

## Décès
- 23 août : Gerbrand Adriaenszoon Bredero, poète, chansonnier et dramaturge néerlandais, né en 1585.
- Date précise non connue : 
  - Claude Billard, poète et dramaturge français, né en 1550.
  - George Wilkins, dramaturge et pamphlétaire anglais, né vers 1576.